# 濱野谷憲吾
濱野谷 憲吾（はまのや けんご、1973年11月8日 - ）は、東京都世田谷区出身のボートレーサー。登録第3590号。70期。東京支部所属。ペラグループO2ブランドの一員。血液型A型。兄は日本中央競馬会所属の調教助手で元騎手の浜野谷憲尚。
公式のポスターや出場選手名簿、出走表などには旧字体を用いた戸籍上の表記である『濱野谷憲吾』と表記されているが、旧字体等の使用に制限がある一部メディアでは新字体を用いた『浜野谷憲吾』に修正して表記される。
ニックネームは、「ムテキング」「ヘマキング」（平和島競艇の実況アナウンサーだった松永良一が命名）。他にも、「（初代）東都のエース」「（水上の）ファンタジスタ」とも呼ばれている。

## 人物
- 流れるような長髪と端正なルックスからは想像できない豪快なスピードターンが特徴でファンも多い。漫画『モンキーターン』の主人公・波多野憲二のイメージモデルとしても有名。操縦技術だけでなく大レースを戦うための整備能力も近年上達し、山崎智也と共に関東のエースと呼ばれる。
- ペラグループは乙津康志が主宰するO2ブランドに所属。後輩に中野次郎がいる。
- Tokyo Bay Pirates時代から一貫して、選抜ユニットのメンバーとなっている。
- 若手の台頭や太りやすい体質からくる体重などが原因で近年では低調しているが、関東でのレースでは相変わらずの人気を誇る。
- 通算獲得賞金金額は、2022年5月現在、23億円を超えており、松井繁、今村豊、山崎智也、今垣光太郎、瓜生正義に次いで6番目の獲得額である。

## 来歴
世田谷区立新星中学校（統合により現在廃校）卒業後に本栖研修所に入り、修了後70期生として1992年5月19日に平和島競艇場でデビュー。デビュー2走目で初の1着。1993年9月23日に戸田競艇場のタイトル一般戦で初優勝を飾る。19歳10ヶ月での初優勝だった。
その後も順調に成績を上げていくが、どうしても優勝戦を勝てない時期が続く。優勝戦25連敗で迎えた1996年5月6日に、平和島競艇場のタイトル一般戦にて遂に2度目の優勝。これで吹っ切れたのか、1996年はこの後3節連続優勝を含む7優勝の固め打ちをした。この活躍もあり1996年10月、福岡競艇場の第43回全日本選手権競走で、遂に競艇界の最高峰のレース・スペシャルグレード (SG) 出場を果たす。SG初出場でいきなり3度も1着を取るという活躍をする反面、10月9日の開催5日目・第4レース及び第7レースに1日2回も転覆して失格をするという記録も作り、一気に濱野谷の名を全国に知らしめた。
GI (G1)の初優勝は1997年9月11日、桐生競艇場での第41回赤城雷神杯を制す。翌1998年10月11日、念願のSG初優勝を飾る。舞台は2年前と同じ福岡競艇場で開催された第45回全日本選手権競走、優勝戦は3号艇でピット離れの悪さから5コース進入となったが、カド位置から豪快な捲りを決めて優勝した。
その後も2000年競艇王チャレンジカップ競走、2001年賞金王シリーズ戦と2つのSGで優勝するなど、常に競艇界トップクラスで活躍を続ける。しかし、2002年から2004年の間に記念優勝戦17連敗という時期もあった。このトンネルを抜けたのは2004年の三国周年記念、この優勝を皮切りに、2005年はGI4優勝、2006年もGI2優勝とコンスタントにGI優勝を重ねる。
2007年には、平和島競艇場で行われた総理大臣杯競走において優勝し、地元でのSG制覇も果たした。このレースは、1号艇で出走した植木通彦がフライングとなっている（決まり手は恵まれ）。
2007年6月18日、津競艇場開設55周年記念競走「GIつつじ賞王座決定戦」の3日目第7レースで1着となりデビュー通算1,000勝（3,230戦）を達成した。
賞金王争いの常連であり、過去9年連続（1998年から2006年）で年間獲得賞金1億円以上を達成していたが、2007年は9124万4500円（ランク6位）に留まり、10年連続の1億円プレーヤーはならなかった。
2009年8月4日、桐生競艇場で行われた、桐生競艇開設55周年記念・GI赤城雷神杯競走の優勝で、記念優勝回数が20回目の一走となった（優勝の決まり手は、1コース進入のイン逃げ）。
2010年は自己最多の年間4度のSG優勝戦進出を果たした。賞金王決定戦競走の優勝戦では1号艇となったものの、スタートの遅れ（.26）が響き、最下位の6着でゴールした。この時の優勝は2号艇の中島孝平であり、中島は賞金王決定戦競走初出場でSG初制覇となった。
2011年は尼崎競艇場でのSG笹川賞でSG優出。結果は3着であった。12月には江戸川競艇場で行われたGI関東地区選手権を制覇した。
2012年は年間優勝が1回であった。10月に福岡競艇場で行われたSG全日本選手権に優出。結果は3着。
2013年はSG優出は無かったものの、年間4度の優勝を果たした。
2014年は年間優勝が1回だったがSGの優勝戦に3度進出した（オーシャンカップ・2着、チャレンジカップ・6着、賞金王シリーズ戦・6着）。
2015年は江戸川競艇場の周年記念で4年ぶりのGI優勝を決めた。
2018年、5月に丸亀競艇場で行われたGI京極賞で3年振りのGI制覇を果たすと、10月には住之江競艇場で行われたGI高松宮記念で、この年2つ目のGI制覇。そして2010年以来8年振りに賞金王決定戦に出場。（18人制になってからは初出場。）しかし、1stステージで敗退。
2019年は11月に桐生競艇場で行われたSGチャレンジカップでおよそ5年振りとなるSG優出を決めた。結果は3着。
2021年は3月23日からボートレースからつで開催された 一般戦「第6回ライブキャッチ杯」最終日（26日）第12R優勝戦にてイン逃げを決め通算93回目の優勝。史上32人目の全24場制覇の偉業を達成した。4月には大村競艇場で開催された、GIダイヤモンドカップで優勝。
また、7月20日からボートレース芦屋にて開催されたSGオーシャンカップで1号艇で優勝戦進出（1号艇でのSG優出は2010年住之江グランプリ以来）。1コースから.15のトップスタートを決め逃げ切り、2007年平和島クラシック以来14年4ヶ月振り、通算5回目のSG優勝を果たした。歴代では、貴田宏一の18年8ヶ月、松尾泰宏の17年7ヶ月に次ぐ3番目のブランクだった。なお、優勝戦日の7月25日は、自身がモデルとなっている漫画「モンキーターン」の主人公、波多野憲二の誕生日であった。加えて、優勝賞金等のプレゼンターであった芦屋町長の名字が、波多野であった。
このオーシャンカップ優勝を受けて、勢いに乗り7月の芦屋SGから、住之江GIII、多摩川一般戦、蒲郡SG、住之江GIと5節連続優出を果たし、9月には桐生競艇場で行われたGI赤城雷神杯で2010年以来となる年間獲得賞金1億円突破を果たした。

## 獲得タイトル

### SG
- 1998年 - 全日本選手権競走
- 2000年 - 競艇王チャレンジカップ競走
- 2001年 - 賞金王シリーズ戦
- 2007年 - 総理大臣杯競走
- 2021年 - オーシャンカップ競走

### G1
- 1997年赤城雷神杯競走-桐生競艇場
- 1998年ダイヤモンドカップ-浜名湖競艇場
- 1999年全日本王座決定戦-芦屋競艇場
- 1999年ウェイキーカップ-多摩川競艇場
- 1999年ダイヤモンドカップ-多摩川競艇場
- 2000年全日本王座決定戦-芦屋競艇場
- 2001年つつじ賞王座決定戦-津競艇場
- 2004年北陸艇王決戦-三国競艇場
- 2005年トーキョー・ベイ・カップ-平和島競艇場
- 2005年江戸川大賞-江戸川競艇場
- 2005年ダイヤモンドカップ-鳴門競艇場
- 2005年福岡チャンピオンカップ-福岡競艇場
- 2006年全日本王座決定戦-芦屋競艇場
- 2006年つつじ賞王座決定戦-津競艇場
- 2008年競帝王決定戦-下関競艇場
- 2009年赤城雷神杯競走-桐生競艇場
- 2010年つつじ賞王座決定戦-津競艇場
- 2011年第57回関東地区選手権-江戸川競艇場
- 2015年江戸川大賞-江戸川競艇場
- 2018年京極賞-丸亀競艇場
- 2018年高松宮記念杯-住之江競艇場
- 2021年ダイヤモンドカップ-大村競艇場
- 2023年トコタンキング決定戦-常滑競艇場
- 2023年全日本王者決定戦（開設７０周年記念）唐津競艇場
- 2024年第69回関東地区選手権-平和島競艇場

## 戦績
- 出走回数：6658回
- 1着回数：1927回
- 優出回数：311回
- 優勝回数：95回
- SG優出回数：41回
- SG優勝回数：5回
- G1優出回数：98回
- G1優勝回数：24回
- フライング(F)回数：39回
- 出遅れ(L)回数：1回
- 通算勝率：7.31
- 2連対率：50.17
- 3連対率：65.89
- 生涯獲得賞金：2,334,894,850円